# Aeródromo Las Lajas
El Aeródromo de Las Lajas es un aeropuerto argentino que da servicio a la ciudad de Las Lajas, Neuquén, Argentina. Opera vuelos sanitarios, privados y escuela.